# Pseudacteon brevicauda
Pseudacteon brevicauda (лат.) — вид паразитических мух горбаток из подсемейства Metopininae.

## Распространение
Европа: Великобритания, Германия, Португалия, Словения, Югославия.

## Описание
В качестве хозяев эта паразитическая муха использует муравьёв Myrmica ruginodis, Myrmica scabrinodis. Взрослые самки мух с помощью яйцеклада во время быстрой воздушной атаки откладывают яйцо на рабочего муравья. Личинка развивается внутри муравья, где питается гемолимфой и тканями, вызывая постепенную гибель жертвы.